# Skälsjön, Ångermanland
Skälsjön är en sjö i Kramfors kommun i Ångermanland och ingår i Ångermanälvens huvudavrinningsområde. Sjön har en area på 0,22 kvadratkilometer och ligger 324,9 meter över havet. Sjön avvattnas av vattendraget Skälsjöbäcken.

## Delavrinningsområde
Skälsjön ingår i det delavrinningsområde (699689-160746) som SMHI kallar för Ovan 699869-160539. Medelhöjden är 289 meter över havet och ytan är 4,28 kvadratkilometer. Det finns inga avrinningsområden uppströms utan avrinningsområdet är högsta punkten. Skälsjöbäcken som avvattnar avrinningsområdet har biflödesordning 4, vilket innebär att vattnet flödar genom totalt 4 vattendrag innan det når havet efter 14 kilometer. Avrinningsområdet består mestadels av skog (85 procent). Avrinningsområdet har 0,22 kvadratkilometer vattenytor vilket ger det en sjöprocent på 5,1 procent.